# Granträsket (Älvsby socken, Norrbotten)
Granträsket är en sjö i Älvsbyns kommun i Norrbotten och ingår i Piteälvens huvudavrinningsområde. Sjön är 4,5 meter djup, har en yta på 0,66 kvadratkilometer och är belägen 125 meter över havet. Granträsket ligger i Piteälven Natura 2000-område. Sjön avvattnas av vattendraget Borgforsälven.

## Delavrinningsområde
Granträsket ingår i det delavrinningsområde (727834-173812) som SMHI kallar för Utloppet av Granträsket. Medelhöjden är 150 meter över havet och ytan är 29,77 kvadratkilometer. Räknas de 20 avrinningsområdena uppströms in blir den ackumulerade arean 210,14 kvadratkilometer. Borgforsälven som avvattnar avrinningsområdet har biflödesordning 2, vilket innebär att vattnet flödar genom totalt 2 vattendrag innan det når havet efter 41 kilometer. Avrinningsområdet består mestadels av skog (72 procent) och sankmarker (15 procent). Avrinningsområdet har 1,96 kvadratkilometer vattenytor vilket ger det en sjöprocent på 6,6 procent.